# AURIGA (détecteur)
AURIGA (Antenna Ultracriogenica Risonante per l'Indagine Gravitazionale Astronomica ou antenne résonante ultracryogénique pour l'étude astronomique gravitationnelle) est un détecteur d'ondes gravitationnelles installé en Italie, au Laboratoire national de Legnaro de l'Institut national de physique nucléaire, près de Padoue. Il est utilisé pour la recherche sur les ondes gravitationnelles et la gravitation quantique.

## Description
L'appareil est constitué d'une barre résonante ultracryogénique. Il s'agit d'un cylindre en aluminium pesant 2,3 tonnes et long de 3 m. Lorsque des ondes gravitationnelles atteignent l'oscillateur, il entre en vibration pendant une durée plus longue que la durée de chaque onde gravitationnelle. Cela permet, en principe, l'extraction du signal du détecteur.  
Le détecteur AURIGA est un détecteur résonant, cela signifie que la meilleure sensibilité est atteinte sur une résonance mécanique du détecteur où l'absorption d'énergie des ondes gravitationnelles est maximale. En raison de la faible dimension de la section transversale de la barre , le détecteur doit être soigneusement conçu afin de maximiser le rapport signal sur bruit et augmenter ainsi les chances de détection. Afin de faciliter la détection des vibrations du cylindre en aluminium qui se produisent à une fréquence d'environ 1000 Hz, une autre masse d'environ 1 kilogramme est fixée élastiquement sur l'une des extrémités. Comme cette seconde masse est conçue pour vibrer à la même fréquence et étant plus légère, elle amplifie les vibrations. Ce deuxième résonateur mécanique est appelé transducteur résonnant. Les vibrations sont transformées en oscillations de courant dans un circuit électrique grâce à 
un condensateur chargé à haute tension, le signal électrique est ensuite amplifié, numérisé et dirigé vers un centre de calcul chargé d'en faire l'analyse.
Même à partir des sources les plus fortes dans le cosmos, comme la fusion de trous noirs, les vibrations de la barre à détecter sont extrêmement faibles, de l'ordre de 10-20  m, cela signifie qu'elles sont du même ordre de grandeur que celui dû à l'incertitude quantique de la position de la barre dans son état fondamental! Par conséquent, les vibrations induites par les ondes gravitationnelles seraient facilement brouillées par les vibrations induites par le bruit ambiant mécanique et par le mouvement thermique spontané omniprésent de la matière. Pour réduire ces deux bruits, la barre est suspendue sous vide et refroidie à ultra basse température, une fraction de degré au-dessus du zéro absolu. Dans ces conditions, le détecteur fonctionne pendant des années, en attendant qu'un signal suffisamment fort soit séparé du bruit.

## Publications
- J. P. Zendri1 et al., Status report of the gravitational wave detector AURIGA, AIP Conference Proceedings, 523, 421 (2000), lire en ligne [PDF]
- M Cerdonio et al., The ultracryogenic gravitational-wave detector AURIGA, Classical and Quantum Gravity, vol. 14, no 6
- Antonio Branca et al., Search for light scalar Dark Matter candidate with AURIGA detector, arXiv, 1607.07327v1, 25 juillet 2016 lire en ligne [PDF]